# CK5
Albums de Crystal Kay
4 Real
(2003) Crystal Style
(2005)
Compilations par Crystal Kay
Natural -World Premiere Album-
(2003) Best of Crystal Kay
(2009)
Singles
CK5 est la 2ecompilation de la chanteuse Crystal Kay, sorti sous le label Sony Music Entertainment Japan le 30 juin 2004 au Japon. Elle atteint la 2e place du classement de l'Oricon. Elle se vend à 101 324 exemplaires la première semaine et reste classé pendant 48 semaines, pour un total de 283 415 exemplaires vendus.

## Liste des titres
| 1.  | Motherland                                                      | H.U.B.                                                                | YANAGIMAN                                           | 4:31 |
| 2.  | Eternal Memories                                                | Hiroshi Kuraiti                                                       | Yōko Kanno                                          | 5:08 |
| 3.  | Ex-Boyfriend feat.VERBAL (M-Flo)                                | EMI K. Lynn and VERBAL                                                | T.KURA and MICHICO                                  | 5:11 |
| 4.  | Tsuki no Nai Yoru, Michi no Nai Basho (月のない夜 道のない場所) | Saeko Nishio                                                          | Yusuke Asada                                        | 4:23 |
| 5.  | LOST CHILD (Original Version)                                   | Saeko Nishio                                                          | Fujiwara Hiroshi, Osawa Shinichi                    | 6:40 |
| 6.  | Think of U                                                      | Crystal Kay et Nishio Saeko                                           | T.KURA et MICHICO                                   | 4:53 |
| 7.  | Hard to Say                                                     | Crystal Kay, SPHERE of INFLUENCE, SORA3000, ☆Taku Takahashi et H.U.B. | ☆Taku Takahashi                                     | 4:47 |
| 8.  | I Like It (Crystal Kay loves m-flo)                             | Crystal Kay et m-flo                                                  | Crystal Kay et m-flo                                | 5:44 |
| 9.  | Over The Rainbow                                                | E.Y. Harburg                                                          | Harold Arlen                                        | 3:58 |
| 10. | Lead me to the End                                              | Masumi Kawamura                                                       | Solaya                                              | 3:58 |
| 11. | Can't be Stopped                                                | Nishio Saeko                                                          | Andreas Levander, Marcus Dermulf et Jonas Nordelius | 4:29 |
| 12. | Kataomoi (片想い)                                               | Saeko Nishio, 51 -GOICHI-, Arkitec, COYASS                            | Taku Takahashi                                      | 4:22 |
| 13. | Boyfriend -part II-                                             | Saeko Nishio                                                          | Sylvia Bennett-Smith, Reed Vertelney                | 4:59 |

| 1. | Eternal Memories～CURIOUS (Live Clip) | 5:00 |